# Wang Shuhe
Wang Shuhe (ur. ± 180, zm. ± 270) – chiński lekarz, działający w okresie Zachodniej Dynastii Jin (266-316). Autor Maijing (脉经), dzieła poświęconego sztuce badania tętna.

## Życiorys
Pochodził z Jining, dokładne daty urodzin i śmierci nie są znane. Jego rodzina była zamożna, dzięki czemu odebrał dobre wykształcenie. Z powodu wojen razem z bliskimi przeniósł się do Jingzhou. Tam rozpoczął studia medyczne. W 208 roku był lekarzem wojskowym w armii generała Cao Cao.
Wang Shuhe w swoim dziele podsumował wiedzę o badaniu tętna, będącym najważniejszą metodą diagnostyczną stosowaną w Chinach. Składało się ono z dziesięciu zwojów i 97 rozdziałów. Lekarze badali tętno przy pomocy trzech palców (środkowego, wskazującego i serdecznego) w trzech określonych miejscach obu nadgarstków. Wyróżniali siedem powierzchownych (biao) rodzajów tętna i osiem głębokich (li). Wang Shuhe wyróżniał 24 rodzaje tętna. Dzieło Wang Shuhe zostało przetłumaczone na europejskie języki przez jezuitów; Michał Boym przetłumaczył je w 1652, Cleyer w 1682. Jest też tłumaczone i wydawane współcześnie.